# Gefahrstoffkennzeichnung
Die Gefahrstoffkennzeichnung war in Deutschland nach der Gefahrstoffverordnung geregelt, die sich nach EU-Recht richtete. Gefahrstoffe wurden nach ihren physikalischen oder toxikologischen Risiken mit R-Sätzen eingestuft und, soweit diese sich nicht überschnitten, auch gekennzeichnet. Diese R-Sätze hatten bestimmte Gefahrensymbole und S-Sätze zur Folge, die ebenfalls zur vorgeschriebenen Kennzeichnung gehörten. 
Viele solche Substanzen waren bis 30. November 2010 innerhalb der Europäischen Union mit ihrer Einstufung und Kennzeichnung im Anhang I der Richtlinie 67/548/EWG gelistet und wurden vom European Chemicals Bureau (ECB) standardisiert und kontrolliert. Nicht im Anhang I aufgeführte Gefahrstoffe sowie Zubereitungen aus Gefahrstoffen mussten nach Anhang VI dieser Richtlinie in der Verantwortung des „Inverkehrbringers“ eingestuft und gekennzeichnet werden. Dies konnte dazu führen, dass unterschiedliche Hersteller eine gleiche Substanz verschieden einstuften. 
Um weltweit einheitliche Kennzeichnungen zu schaffen, wurde das Global Harmonisierte System zur Einstufung und Kennzeichnung von Chemikalien eingeführt, das neue Symbole sowie anstelle der bisherigen R- und S-Sätze die sogenannten H- und P-Sätze verwendet. Für Stoffe gilt die neue Regelung seit dem 1. Dezember 2010 fakultativ, seit dem 1. Dezember 2012 zwingend. Für Gemische (zuvor Zubereitungen genannt) gilt die GHS-Gefahrstoffkennzeichnung seit dem 1. Juni 2015 mit einer Übergangsfrist von weiteren zwei Jahren für den Abverkauf von Lagerbeständen und für angebrochene Gebinde. 